# Liste der denkmalgeschützten Objekte in Neuhofen im Innkreis
Die Liste der denkmalgeschützten Objekte in Neuhofen im Innkreis enthält die denkmalgeschützten, unbeweglichen Objekte der Gemeinde Neuhofen im Innkreis in Oberösterreich (Bezirk Ried im Innkreis).

## Denkmäler
| Foto |                 | Denkmal                                                                      | Standort                                                 | Beschreibung | Metadaten |
| ---- | --------------- | ---------------------------------------------------------------------------- | -------------------------------------------------------- | --- | --- |
| ja   | Datei hochladen | Wohnstock eines ehem. Bauernhofes HERIS-ID: 80910 Objekt-ID: 94666seit 2016  | Wiesen 3 Standort KG: Neuhofen im Innkreis               | | BDA-Hist.: Q38174719 Status: § 57-Mandatsbescheid Stand der BDA-Liste: 2025-06-30 Name: Wohnstock eines ehem. Bauernhofes GstNr.: 568/2                          |
| ja   | Datei hochladen | Kath. Pfarrkirche hl. Nikolaus und Friedhof HERIS-ID: 52423 Objekt-ID: 59165 | Kirchenstraße 2, neben Standort KG: Neuhofen im Innkreis | Die Pfarrkirche Hl. Nikolaus wurde bereits 1230 urkundlich erwähnt. Der heutige Sakralbau stammt aus dem Jahr 1732, das Langhaus ist tonnengewölbt, der hängekuppelgewölbte Chor besitzt einen geraden Abschluss. Der Westturm ist mit einem Zwiebelhelm ausgeführt. Die Statue des hl. Nikolaus wird rund um 1700 datiert und ist in der Art des Thomas Schwanthalers. Die Vorsatz-Altärchen aus dem Jahr 1740 werden ebenfalls der Schwanthaler-Werkstatt zugerechnet. Die Kanzel und die Plastiken an den Wänden sind aus dem Barock. | BDA-Hist.: Q21552740 Status: § 2a Stand der BDA-Liste: 2025-06-30 Name: Kath. Pfarrkirche hl. Nikolaus und Friedhof GstNr.: 293 Pfarrkirche Neuhofen im Innkreis |
| ja   | Datei hochladen | Kriegerdenkmal HERIS-ID: 80891 Objekt-ID: 94646                              | Kirchenstraße 2, bei Standort KG: Neuhofen im Innkreis   | Anmerkung: Das Denkmal befindet sich an der Mauer der Kirche | BDA-Hist.: Q38174679 Status: § 2a Stand der BDA-Liste: 2025-06-30 Name: Kriegerdenkmal GstNr.: 293 War memorial (Neuhofen im Innkreis)                           |